# Aeonium tenensis
Aeonium tenensis är en fetbladsväxtart som beskrevs av David Bramwell och Rowley. Aeonium tenensis ingår i släktet Aeonium och familjen fetbladsväxter. Inga underarter finns listade i Catalogue of Life.